# 大衛·君圖力
大衛·君圖力（David C. Giuntoli，1980年6月18日—）是一位美國演員。他曾出演整容室等電視劇，最知名的角色為2011年NBC秋季檔熱門影集格林中的警探尼克·布克哈特。

## 早年生活
生於威斯康辛州密爾瓦基，大衛成長於密蘇里州聖路易斯近郊的Huntleigh，他承認在孩童時期並不是一個體育很好的小孩，在Access Hollywood訪談中他提到：「在高二之前我的身高比現在矮了三英尺(91.44 公分)，不過當時我的頭跟我現在一樣大，我當時是個長的很彆扭的少年，在高中時我才對演戲展開了興趣。」'  在1998年畢業於聖路易斯大學附屬高中後進入印第安納大學布魯明頓校區就讀，在2002年獲取國際商業學與經濟學學士。

## 職業生涯
大衛在大學畢業後返回聖路易斯，然而相較於從事金融業，在他的心裡更想當個藝人，他重新與高中時劇場老師取的聯繫，開始在當地接受一些表演課程的訓練。他的第一份演藝圈工作是在2003年，他被MTV台的人員發掘並在該台的實境秀Road Rules: South Pacific參與一角色，在實際秀裡他在南太平洋經歷了三個月的冒險。之後在第七季的Real World/Road Rules Challenge中出示他還清大學學貸的證明後，表示他要更積極的追尋他的演員生涯。
在2007年時他搬到了洛杉磯去追尋他的演員生涯，他在加入 Echo Theater Company之前，在洛杉磯時他在Chris Fields的底下學習，在經歷很長的時間，大衛大多做為客串演員在各式各樣的影集與電視電影中亮相，包括整形春秋、美眉校探、實習醫生、靈感應、Privileged、失蹤現場、鐵證懸案等等。大衛也曾被列入超級英雄電影超人：鋼鐵英雄中超人一角的考慮名單中，但最後還是被英國演員亨利·卡維爾打敗，他目前在電視生涯中最廣為大眾所知的角色為格林中的警探尼克·布克哈特，該劇在2011年10月開始撥出。在2012年的動作電影Caroline and Jackie也飾演一角。

## 私人生活
大衛目前生活與工作於波特蘭，也是《格林》的拍攝地點。2017年6月與Elizabeth Tulloch（格林劇中飾茱麗葉）結婚。

## 影視作品
| 電視與電影 | 電視與電影                                    | 電視與電影    | 電視與電影     |
| 年分       | 片名                                          | 角色          | 備註           |
| ---------- | --------------------------------------------- | ------------- | -------------- |
| 2003       | Road Rules: South Pacific                     |               |                |
| 2003       | Real World/Road Rules Challenge: The Gauntlet |               |                |
| 2007       | 靈感應                                        |               |                |
| 2007       | 美眉校探                                      |               |                |
| 2008       | 整形春秋                                      |               |                |
| 2008       | 實習醫生                                      | Todd Vernon   | 第四季第十四集 |
| 2008       | Finish Line                                   |               |                |
| 2008       | Privileged                                    |               |                |
| 2008       | 神奇律師                                      |               |                |
| 2008       | The Unit                                      |               |                |
| 2008       | 失蹤現場                                      |               |                |
| 2008       | 鐵證懸案                                      |               |                |
| 2009       | Crash                                         |               |                |
| 2009       | Weather Girl                                  |               |                |
| 2009       | ComedyPOPS                                    |               |                |
| 2009       | U.S. Attorney                                 |               |                |
| 2010       | The Quinn-tuplets                             |               |                |
| 2010       | The Deep End                                  |               |                |
| 2010       | Turn the Beat Around                          |               |                |
| 2010       | 魅力克利夫蘭                                  |               |                |
| 2010       | 私人診所                                      |               |                |
| 2010       | Camera Obscura                                |               |                |
| 2011       | Love Bites                                    |               |                |
| 2011       | 6 Month Rule                                  |               |                |
| 2011-現今  | 格林                                          | 尼克·布克哈特 | 影集主角       |
| 2012       | Caroline and Jackie                           |               |                |

## 外部連結
- 大衛·君圖力在互联网电影资料库（IMDb）上的資料（英文）
- 大衛·君圖力的X（前Twitter）